# Família Pato
A Família Pato é um grupo de patos antropomórficos fictícios relacionados ao Pato Donald no Universo Pato da Disney. A família Pato inclui também uma interseção com o Clã escocês dos McDuck (traduzido como McPato ou McPatinhas). Fora o próprio Donald, o primo Gansolino e seus sobrinhos Huguinho, Zezinho e Luisinho, surgidos nos desenhos de Walt Disney, a maioria dos patos foi criada pelo quadrinista Carl Barks, com o mais notório sendo o Tio Patinhas, ou seu discípulo Don Rosa, que decidiu criar uma cronologia para a família.
| Vovó Donalda | Vovó Donalda | Vovó Donalda  | Vovó Donalda  | Vovó Donalda  | Vovó Donalda  |               |               |         |         |         |         | Tomás Reco | Tomás Reco | Tomás Reco | Tomás Reco | Tomás Reco | Tomás Reco |             |             |             |             | Fergus McDuck         | Fergus McDuck         | Fergus McDuck         | Fergus McDuck         | Fergus McDuck                | Fergus McDuck         |          |          |          |          |          |          | Donilda O'Pata       | Donilda O'Pata       | Donilda O'Pata       | Donilda O'Pata       | Donilda O'Pata       | Donilda O'Pata       |
| Vovó Donalda | Vovó Donalda | Vovó Donalda  | Vovó Donalda  | Vovó Donalda  | Vovó Donalda  |               |               |         |         |         |         | Tomás Reco | Tomás Reco | Tomás Reco | Tomás Reco | Tomás Reco | Tomás Reco |             |             |             |             | Fergus McDuck         | Fergus McDuck         | Fergus McDuck         | Fergus McDuck         | Fergus McDuck                | Fergus McDuck         |          |          |          |          |          |          | Donilda O'Pata       | Donilda O'Pata       | Donilda O'Pata       | Donilda O'Pata       | Donilda O'Pata       | Donilda O'Pata       |
|              |              |               |               |               |               |               |               |         |         |         |         |            |            |            |            |            |            |             |             |             |             |                       |                       |                       |                       |                              |                       |          |          |          |          |          |          |                      |                      |                      |                      |                      |                      |
|              |              |               |               |               |               |               |               |         |         |         |         |            |            |            |            |            |            |             |             |             |             |                       |                       |                       |                       |                              |                       |          |          |          |          |          |          |                      |                      |                      |                      |                      |                      |
|              |              | Patrícia Pata | Patrícia Pata | Patrícia Pata | Patrícia Pata | Patrícia Pata | Patrícia Pata | Patolfo | Patolfo | Patolfo | Patolfo | Patolfo    | Patolfo    | Patoso     | Patoso     | Patoso     | Patoso     | Patoso      | Patoso      |             |             | Hortênsia MacPatinhas | Hortênsia MacPatinhas | Hortênsia MacPatinhas | Hortênsia MacPatinhas | Hortênsia MacPatinhas        | Hortênsia MacPatinhas | Patinhas | Patinhas | Patinhas | Patinhas | Patinhas | Patinhas | Matilda Mac Patinhas | Matilda Mac Patinhas | Matilda Mac Patinhas | Matilda Mac Patinhas | Matilda Mac Patinhas | Matilda Mac Patinhas |
|              |              | Patrícia Pata | Patrícia Pata | Patrícia Pata | Patrícia Pata | Patrícia Pata | Patrícia Pata | Patolfo | Patolfo | Patolfo | Patolfo | Patolfo    | Patolfo    | Patoso     | Patoso     | Patoso     | Patoso     | Patoso      | Patoso      |             |             | Hortênsia MacPatinhas | Hortênsia MacPatinhas | Hortênsia MacPatinhas | Hortênsia MacPatinhas | Hortênsia MacPatinhas        | Hortênsia MacPatinhas | Patinhas | Patinhas | Patinhas | Patinhas | Patinhas | Patinhas | Matilda Mac Patinhas | Matilda Mac Patinhas | Matilda Mac Patinhas | Matilda Mac Patinhas | Matilda Mac Patinhas | Matilda Mac Patinhas |
|              |              |               |               |               |               |               |               |         |         |         |         |            |            |            |            |            |            |             |             |             |             |                       |                       |                       |                       |                              |                       |          |          |          |          |          |          |                      |                      |                      |                      |                      |                      |
|              |              |               |               |               |               |               |               |         |         |         |         |            |            |            |            |            |            |             |             |             |             |                       |                       |                       |                       |                              |                       |          |          |          |          |          |          |                      |                      |                      |                      |                      |                      |
| Ganso Gastão | Ganso Gastão | Ganso Gastão  | Ganso Gastão  | Ganso Gastão  | Ganso Gastão  | Peninha       | Peninha       | Peninha | Peninha | Peninha | Peninha | Zeca Pato  | Zeca Pato  | Zeca Pato  | Zeca Pato  | Zeca Pato  | Zeca Pato  | Pato Donald | Pato Donald | Pato Donald | Pato Donald | Pato Donald           | Pato Donald           | Dumbela               | Dumbela               | Dumbela                      | Dumbela               | Dumbela  | Dumbela  |          |          | ?        | ?        | ?                    | ?                    | ?                    | ?                    |                      |                      |
| Ganso Gastão | Ganso Gastão | Ganso Gastão  | Ganso Gastão  | Ganso Gastão  | Ganso Gastão  | Peninha       | Peninha       | Peninha | Peninha | Peninha | Peninha | Zeca Pato  | Zeca Pato  | Zeca Pato  | Zeca Pato  | Zeca Pato  | Zeca Pato  | Pato Donald | Pato Donald | Pato Donald | Pato Donald | Pato Donald           | Pato Donald           | Dumbela               | Dumbela               | Dumbela                      | Dumbela               | Dumbela  | Dumbela  |          |          | ?        | ?        | ?                    | ?                    | ?                    | ?                    |                      |                      |
|              |              |               |               |               |               |               |               |         |         |         |         |            |            |            |            |            |            |             |             |             |             |                       |                       |                       |                       |                              |                       |          |          |          |          |          |          |                      |                      |                      |                      |                      |                      |
|              |              |               |               |               |               |               |               |         |         |         |         |            |            |            |            |            |            |             |             |             |             |                       |                       |                       |                       | Huguinho, Zezinho e Luizinho |                       |          |          |          |          |          |          |                      |                      |                      |                      |                      |                      |

## Desenvolvimento
No início dos anos 50, Carl Barks estava na segunda década de criação de histórias em quadrinhos estreladas pelo Pato Donald e seus vários parentes. Ele havia criado pessoalmente vários deles, sendo o Tio Patinhas e o Gastão os mais notáveis, mas o parentesco exato entre eles ainda era um tanto incerto. Barks decidiu criar uma versão pessoal de sua árvore genealógica. Para definir melhor suas ligações, ele acrescentou vários parentes anteriormente desconhecidos. Barks nunca teve a intenção de publicar essa árvore genealógica, pois ele a havia criado somente para uso pessoal.
A primeira tentativa pública de uma biografia coerente dos patos foi publicada em 1974. Uma biografia informal do Tio Patinhas, do autor de ficção, Jack Chalker, usou nomes e eventos nas histórias de Barks (e muito poucos não criados por ele).
Em 1981, Barks já havia se aposentado, mas suas histórias continuaram populares e ganharam fama inesperada. Ele deu várias entrevistas e respondia perguntas sobre seus pontos de vista pessoais sobre os personagens e suas histórias. Entre outros assuntos, Barks descreveu sua versão inicial da árvore genealógica. Esboços aproximados da árvore de Barks foram publicados por vários fanzines.Nesse ponto, Mark Worden decidiu criar um desenho dessa árvore genealógica, incluindo retratos dos personagens mencionados. Worden fez algumas alterações na árvore, principalmente adicionando Margarida como o principal interesse amoroso de Donald. Sua versão ilustrada da árvore foi publicada inicialmente em vários fanzines e depois na Biblioteca de Carl Barks. 
Em 1987, Don Rosa, um fã de longa data de Carl Barks e amigo pessoal de Mark Worden, começou a criar suas próprias histórias do Tio Patinhas. Suas histórias continham numerosas referências a histórias mais antigas de Barks, além de várias ideias originais. Depois de vários anos, ele ganhou sua própria base de fãs. No início dos anos 90, a Egmont , a editora que empregava Don Rosa, ofereceu-lhe uma tarefa ambiciosa. Ele deveria criar a versão definitiva da biografia do Tio Patinhas e uma árvore genealógica que a acompanharia. Isso deveria terminar décadas de contradições entre histórias que causavam confusão aos leitores. O projeto se tornou A Saga do Tio Patinhas. A árvore genealógica que a acompanha foi publicada pela primeira vez em 3 de julho de 1993.
No processo de trabalho na biografia do Tio Patinhas, Rosa estudou as velhas histórias de Barks em detalhes. Rosa tomou nota de todas as pistas que pôde do passado de Patinhas fornecidas por Barks - que depois ele apelidou de "fatos Barksianos" - e os usou para escrever suas histórias. Apesar da natureza ambiciosa do projeto, o próprio Rosa enfatizou na introdução do gibi: "... esta versão da vida do Tio Patinhas não é a versão 'oficial' - não há nenhuma razão em particular para que eu (ou qualquer outra pessoa) deva esperar que outros escritores da Disney aceitem à minha história como definitiva. Por mais que eu tenha procurado construí-la de forma cuidadosa e autentica, ela nunca teve a intenção de ser nada além de meu relato pessoal da vida de Tio Patinhas.

## Clã McDuck
O Clã McDuck é um clã escocês do qual descende o personagem Tio Patinhas. Dentro do universo do Pato Donald, o clã está relacionado à americana Família Pato através do casamento de Hortência McPato e o Pato Patoso, os pais de Donald.
O Clã McDuck foi criado por Carl Barks na história "O Segredo do Castelo" (1948) no qual Patinhas e seus sobrinhos procuram tesouros escondidos no castelo McDuck, o qual apresentou a história do Clã e seus membros. Outros autores se basearam no trabalho de Barks, principalmente Don Rosa em sua saga cômica de 12 partes, A Saga do Tio Patinhas (1992-1994). 
O Castelo McDuck está localizado nas Colinas Sinistras, em algum lugar não fictício dentro da Escócia. A aldeia mais próxima é a fictícia MacDuich. O castelo costuma aparecer em boas condições devido à sua grande idade. No entanto, na história de Barks "O Cão dos Whiskervilles (1960)", o castelo está em ruínas.
A continuidade dos quadrinhos não estabelece quando o Castelo de McDuck foi construído, mas ele aparece pela primeira vez (na linha do tempo fictícia) em 946, quando os saxões o sitiaram. Por muitos séculos, o castelo serviu como residência do chefe do clã. Em 1675, os McDucks foram expulsos do castelo devido às depredações de um "cão do diabo monstruoso", mais tarde descoberto como sendo uma conspiração do Clã rival conhecido como Whiskerville. Nessa época, muitos McDucks se mudaram para a vila de MacDuich e para Glasgow. Mesmo depois de sua partida, o clã ainda era dono do castelo e continuou a pagar os impostos por meio da união de seus rendimentos. Em 1885, apenas Fergus e Nicolau Patusco permaneceram para pagar os impostos, mas sua renda combinada não era suficiente, fazendo com que a coroa o leiloasse. Patinhas então compra a propriedade, permitindo que sua família reocupe o castelo. Ele também contrata Jonas como zelador. Algum tempo após os acontecimentos de "O Segredo do Castelo"(1948), a irmã de Patinhas, Matilda, torna-se a cuidadora do Castelo.
Em DuckTales (1987), o Castelo McDuck foi construído pelo tataravô de Patinhas, Silas, que incorporou o castelo em um círculo de pedras druidas existentes para economizar nos custos de construção. Esta história dataria o próprio castelo por volta do século XVIII. Os druidas, em busca de vingança contra os McDucks por tirarem seu sagrado local de encontro, assustaram o clã usando cães fosforescentes treinados. Anos depois, Patinhas retorna com seus sobrinhos e descobre o mistério. Patinhas torna-se amigo dos Druidas e faz parceria com eles para transformar o Castelo McDuck em uma atração turística. Patinhas dá uma parte dos lucros aos Druidas como reparação por profanar seu círculo de pedra. A história foi vagamente baseada na história de Barks "O Cão dos Whiskervilles (1960)", que por sua vez foi vagamente baseada em The Hound of the Baskervilles. Na série DuckTales (2017), o castelo é a casa ancestral do Clã McDuck, como nos quadrinhos, e é protegido pelos espíritos dos ancestrais McDuck enterrados lá. Patinhas usou parte de sua fortuna para comprar e restaurar o castelo como um lar para seus pais, mas como ele usou pedras druidas como desconto, seus pais foram amaldiçoados com a imortalidade e vinculados ao castelo, que aparece apenas uma vez a cada cinco anos.
O Castelo McDuck aparece nas histórias de Carl Barks "The Old Castle's Secret (1948)" e "Hound of the Whiskervilles (1960)" e nas histórias de Don Rosa  "The Last of the Clan McDuck (1992)", "The New Laird of Castle McDuck (1993)", "The Billionaire of Dismal Downs (1993)" e "The Old Castle's Other Secret or A Letter from Home (2004)" Outros autores de quadrinhos também usaram o castelo, como Andrew Galton, Dave Angus e Vicar em "The Crying Monster (1982)".

### Antigos McDucks

#### Patinhas Shah e Príncipe Donduk
Patinhas Shah foi o último rei de Sagbad e o ancestral mais antigo conhecido do Tio Patinhas. Um jovem rei Khan Khan (2050 aC-1967 dC) saqueou a cidade de Sagbad em 2033 aC, mas Patinhas Shah e o príncipe Donduk, seu herdeiro aparente, conseguiram escapar. Khan Khan perdeu os rastros, mas muito mais tarde localizou seus descendentes distantes. Patinhas Shah aparece na história "King Scrooge the First" (1967), de Carl Barks e Tony Strobl.

### Antepassados medievais

#### Silas McDuck
Antepassado do Tio Patinhas. Segundo o episódio "A maldição do Castelo Patinhas" (The curse of Castle McDuck) da série DuckTales de 1987, Silas foi o construtor do Castelo McDuck.

#### Sir Ildo McDuck(880-946)
Um guerreiro morto em um ataque anglo-saxão em 946, abandonado por seu exército por pagar 30 moedas de cobre por hora. Faz uma aparição no remake de DuckTales (2017), no episódio "O Segredo do Castelo!".

#### Frei Juicy McDuck (910-971) e Sir Smokt McDuck (n. 931)
Estão enterrados no cemitério McDuck, como pode ser visto na pintura de Carl Barks "Dubious Doings at Dismal Downs".

#### Sir QuackiusMcDuck (1010-1057)
Sir Quackius (Sir Quaquá na tradução original de 1950, Sir MacTrovão na reedição de 2005) é o antepassado que impulsiona O Segredo do Castelo, com Patinhas visitando o castelo em busca de um tesouro que Quackius teria escondido antes de desaparecer em 1057. Don Rosa mais tarde elaboraria que o baú do tesouro foi dado pelo rei Macbeth da Escócia em troca de apoio militar, e que na tentativa de proteger o seu ouro, Sir Quackius acidentalmente se aprisionou com o baú em um esconderijo do castelo, onde acabou morrendo.
Em 1877, o fantasma de Quackius salva o jovem Patinhas dos Mac Whiskers. Sem revelar sua verdadeira identidade, ele sugere a Patinhas que viaje para a América, servindo assim como catalisador para todas as aventuras posteriores do Pato Mais Rico do Mundo. Em 1885, Quackius tenta novamente salvar Patinhas, mas sua ação acidentalmente causa a morte temporária de seu sucessor. No céu, Quackius é repreendido por seus parentes por interferir nos eventos terrestres. Por fim, aparece uma última vez para acompanhar Fergus que acabara de morrer, para levá-lo para conhecer o resto do Clã, ao lado de sua já falecida mulher, Donilda O'Pata. Sir Quackius é mencionado pela primeira vez em "O Segredo do Castelo" (1948) de Carl Barks e aparece pela primeira vez em "O Último Membro do Clã Mac Patinhas" (1994) de Don Rosa.

#### Sir Murdoch McDuck
Sir Murdoch McDuck (? -1066) era um empresário que, em 1066, quando os normandos invadiram a Inglaterra, assinou um contrato, para que tivessem um terreno longo o suficiente para combater os invasores. No entanto, eles não tinham flechas suficientes, já que Sir Murdoch cobrava uma taxa extra por elas. Ele só aparece na história inacabada "The History of the Clan McDuck" (escrita e desenhada aproximadamente em 1992 por Don Rosa, mas não lançada até dezembro de 2011), que deveria servir de prólogo para "The Last do Clã McDuck" antes de ser descartado.
Em DuckTales (2017), a história de Murdoch é usada mais tarde como uma pista para os meninos descobrirem o mistério por trás do desaparecimento de sua mãe, Dumbela.

#### Sir Lock McDuck(1110-1175)
Responsável por levar a família a um período de pobreza após repassar parte da fortuna dos McDuck para financiar a Cruzada de Ricardo Coração de Leão.

#### Sir GlutoniusMcDuck (1159-1205)
Um guerreiro que morreu de indigestão saqueando a dispensa do rei Guilherme, o Leão, para  quem trabalhava como cozinheiro. Faz uma aparição no remake de DuckTales (2017), no episódio "O Segredo do Castelo!"

#### Sir Mac RécoMcDuck (1190-1260)
Um antepassado que guiou o clã durante um período de problemas financeiros, que eventualmente o levaram a  fechar as masmorras do Castelo Mac Patinhas para economizar. Em 1220, Swamphole selou a masmorra de Castle McDuck, que ele alegou ser uma tentativa de diminuir os custos de manutenção. No entanto, ele criou passagens secretas no castelo que levavam às masmorras (essas passagens seriam úteis mais tarde durante nos arcos subsequentes.) Após sua morte em 1260, Sir Mac Réco não foi enterrado no cemitério do Clã; em vez disso, seu esqueleto foi colocado dentro de sua armadura memorial, colocada no Castelo McDuck. Em "Uma Carta de Casa" (2004) de Don Rosa, é revelado que Mac Réco selou as masmorras mas não para reduzir os custos de manutenção e sim para ocultar um tesouro. No episódio "O Segredo do Castelo!" do remake de DuckTales (2017), ele é considerado um caçador de tesouros (como Patinhas) que construiu passagens secretas sob o Castelo e soltou um cachorro demônio para proteger seu tesouro. Mais tarde, seu fantasma parece afastar o cão demoníaco ao lado dos fantasmas de vários membros de sua família.

#### Sir Donald McDuck
Dizem que Sir Donald McDuck, apelidado de "Donald Negro" por causa de seu mau humor, inventou o golfe, o arremesso de martelo e o lançamento de disco em 1440. Seu temperamento enquanto jogava golfe resultou na proibição do jogo por James II na Escócia. Donald Negro é mencionado em "A História do Clã McDuck", de Don Rosa.
No episódio da série DuckTales de 2017 "The Missing Links of Moorshire!", Tio Patinhas conta a história de como o "Sir Donald" aos sobrinhos antes de participarem de um torneio de golfe na Escócia.

#### Simon McDuck
Sir Simon McDuck (1437-1509) era o tesoureiro dos Cavaleiros Templários e escondeu seu tesouro sob o Castelo Patinhas. Ele é mencionado em "Uma Carta de Casa" (2004) de Don Rosa.
Em DuckTales (2017), Tio Patinhas afirma que Simon era o "contador" dos Cavaleiros Templários que haviam roubado e escondido seu tesouro em algum lugar embaixo do Castelo. Fergus pede, com relutância, sua ajuda para encontrá-lo, pois sabe onde está. Seu fantasma aparece mais tarde no episódio para impedir que um cão fantasma ataque os sobrinhos de Patinhas.

### Outros

#### Capitão Mac Patinhas
Ficou rico ao fazer transportando mercadorias com seu navio "Ganso Dourado". Empobreceu ao assinar um contrato com Patif MacScroque em que algo ocorre, seus bens iriam todos para Patif, sendo que este sabotou o Ganso Dourado, onde Mac Patinhas saiu apenas com a roupa do corpo, a dentadura de ouro e um relógio de bolso. 
- Primeira menção: "O Naufrágio Do Ganso Dourado" (1953)

#### Imediato P.A. Tinhas
Antepassado de Tio Patinhas, foi oficial da marinha britânica, onde mais tarde comandou a fragata HMS Falcon Rover. Junto com Contramestre Donaldo enterrou um tesouro de batatas sob ordens do Capitão Falcão Leal.
- Primeira aparição: Volta Ao Passado (1956)

#### Cornélio Patus
Cornélio Patus (Cornelius Coot) é o fundador de Patópolis, e patriarca da família Pato. Segundo Don Rosa, teve um filho com uma índia por quem Cornélio teria se apaixonado. 
- Primeira aparição: "O Mais Rico Do Mundo" (1953)

## Século XIX

### 1ª geração

#### Chico Mac Patinhas(também conhecido como Vovô Titus e Sujismundo McPato)  eMaria Patilha
Minerador de carvão, profissão que lhe rendeu o apelido "Chico Sujo". Teve três filhos com Maria Patilha, Nicolau Patusco, Capitão Patico, e Fergus McPato, o pai de Patinhas.
Nada se sabe sobre Maria Patilha, já que nunca apareceu em nenhuma história.
- Primeira Aparição: Árvore Patológica (1993)

#### MacSovina
Irmão de Chico, herdou o relógio do Capitão Mac Patinhas, e criou fortuna. Tinha uma mansão, que permaneceu sem dono até o sobrinho-neto Patinhas provar que era herdeiro digno por meio do relógio (que seu pai Fergus tinha herdado de Mac Sovinah).
- Primeira Menção: Herança De Família (1955)

#### Cipriano Patus
Cipriano Patus é o filho de Cornélio Patus e pai de Vovó Donalda com Ambrósia Patus. Foi o fundador dos escoteiros-mirins.
- Primeira Aparição: Árvore Patológica (1993)

### 2ª geração

#### Fergus Mac Patinhas(também conhecido como Fergus McPato) eDonilda O'Pata
Fergus (1830-1902) nasceu em Glasgow, onde por muito tempo trabalhou em um moinho. Mais tarde se casou com a irlandesa Donilda O'Pata (1840-1897), com quem teve três filhos, Patinhas, Hortênsia e Matilda. Sempre foi considerado um ótimo pai de família, defendendo as duas filhas de Maga Patalójika e dando lições de vida a Patinhas. Em 1885 ambos se mudaram para o Castelo McDuck.
- Primeira Aparição: A Saga do Tio Patinhas (1992)

#### Donalda Patus
Donalda  é a matriarca da família e neta de Cornélio Patus. Casou-se com Tomás Reco com quem teve Patoso (pai de Donald), Patrícia (mãe de Gastão) e de Éder Patolfo (pai de Peninha). Atualmente mora em um sítio com o sobrinho Gansolino.
- Primeira aparição: A Visita Da Vovó Donalda (1943, tira de jornal)

#### Capitão Patico(também conhecido como Angus)
O irmão mais velho de Fergus (nascido em Glasgow em 1829), migrou para os Estados Unidos na década de 1840. Trabalhou nos barcos do rio Mississippi, teve uma fazenda com  Porker Hogg, e jogou cartas profissionalmente antes de aposentar em 1882, deixando seu barco a vapor para o sobrinho Patinhas. Anos depois, sua fazenda foi disputada entre Patinhas e o sobrinho de Hogg.
- Primeira Menção: A Grande Corrida De Barcos A Vapor (1955)

#### Nicolau Patusco
O irmão mais novo de Fergus (nascido em Glasgow em 1829), ajudou-o a criar seus filhos. Anos depois, seu sobrinho-neto Donald se passou por Nicolau para convencer Patinhas a repassar dinheiro para uma comunidade carente.
- Primeira Menção: O Trenzinho Da Alegria (1952)

#### Patus Quela
Patus Quela foi o irmão mais novo de Vovó Donalda. Ganhou de seu pai a Colina Mata-motor, comprada por Patinhas para construi a Caixa-Forte. Casou-se com Dora Linda, com quem teve os filhos Bicudo e Gansólia.
- Primeira Aparição: O Último Trenó Para Dawson (1988)

### 3ª Geração

#### Patinhas McPato(também conhecido como Patinhas Mac Patinhas)
O filho mais velho de Fergus Mac Patinhas e Donilda O'Pata, nasceu em Glasgow, na Escócia em 1867. Aos dez anos (1877) ganhou do pai um material de engraxate, com seu primeiro pagamento, uma moeda de 10 centavos de dólar, se tornando um amuleto. Anos depois fez fortuna cavando ouro no Yukon. Graças a uma rede de inúmeras empresas e uma avareza que o impedia de gastar mais que o necessário, é o pato mais rico do mundo, residindo em uma Caixa-Forte em Patópolis.
- Primeira aparição: "Natal nas Montanhas" (1947)

#### Matilda Mac Patinhas
A irmã do meio de Patinhas, nascida em 1871 em Glasgow. Na primeira árvore genealógica de Carl Barks, era a mãe de Gastão, mas isso foi abandonado por Don Rosa. Matilda conhecida pelo temperamento calmo, e emigrou em 1902 com a ajuda do irmão. É especulada como sendo a esposa do Professor Ludovico e mãe adotiva do Gastão.
- Primeira Aparição: A Saga do Tio Patinhas (1992)

#### Hortênsia Mac Patinhas
A irmã caçula do Tio Patinhas, nascida em 1876. Passou a infância na pobreza, mas logo se destacou pelo mau humor. Em 1902 emigrou para a América com a ajuda do irmão, e lá conheceu Patoso, com quem se casou e teve dois filhos - com Donald herdando o temperamento da mãe. Seu paradeiro é desconhecido desde que cortou relações com Patinhas após uma briga.
- Primeira Aparição: A Saga do Tio Patinhas (1992)

#### Gedeão Mac Patinhas
Gedeone de Paperoni (em italiano original) trata-se de um suposto irmão do Tio Patinhas criado na Itália pelo artista Romano Scarpa. Este personagem apareceu muito pouco e não faz parte da árvore genealógica oficial da Familia Pato de Don Rosa, na qual é referido que o Tio Patinhas possui apenas duas irmãs, Hortênsia e Matilda.
O chamado "Tio Gedeão" seria dono de um jornal intitulado "Grilo Falante" rival do jornal "A Patada" do Tio Patinhas. Foi um personagem muito pouco usado até mesmo na Itália se comparado a outros personagens de Scarpa tais como a Brigite, Filomeno e Pata Lee.
Ao que parece o próprio Scarpa não teve muito interesse em criar histórias em quadrinhos com este personagem talvez por ser difícil encaixá-lo em histórias sendo ele um tio do Donald muito esforçado, exigente, honesto e trabalhador. Gedeão também tem uma relação antagônica com seu irmão Patinhas.
A existência de Gedeão é inconsistente por causa de uma declaração feita em "The Old Castle's Secret", de Carl Barks. Nesta história, Patinhas afirma que ele é o último membro do Clã McDuck que está vivo, o que significa que ele não poderia ter um irmão. Na história "Shellfish Motives", Gedeão é considerado mais jovem do que Patinhas, enquanto a versão original não especifica qual dos dois é mais jovem.
- Um Sequestro Mirabolante (1956)

#### Patusco Mac Patinhas
Patusco foi criado por Willian van Horn em 1994. Sua estreia nos quadrinhos aconteceu em agosto daquele ano na HQ It's All Relative, publicada em Donald Duck & Co. #1994-33, da Noruega. A árvore de Don Rosa acabara de ser publicada, e certamente não incluía este "novo" parente. Nesta HQ, Patusco foi apresentado aos leitores como um tio do Donald, sem nenhuma outra pista sobre sua família. Em sua segunda aparição, na história Say Uncle!, ainda inédita no Brasil, ele se refere ao Tio Patinhas como primo.
Mas parece que Willian van Horn queria dar mais fama a seu personagem, e de primo promoveu-o a irmão do famoso pato mais rico do mundo! Este laço de sangue é mostrado na HQ Vai Trabalhar Patusco (Tio Patinhas #427, de fev/01). Na trama, o personagem descobre que, na verdade, é meio-irmão de Patinhas (têm o pai em comum) e vem cobrar sua parte na herança da família. Patusco tem em mãos uma carta de sua mãe, cujo nome não é mencionado, afirmando que ela teve um casamento breve com Fergus MacPatinhas, o pai do Tio Patinhas. Esse breve casamento possivelmente aconteceu entre 1897, ano da morte da mãe do Tio Patinhas (Saga - capítulo 8), e 1902, ano da morte de Fergus (Saga - capítulo 9).
Patusco até hoje só foi desenhado por seu criador. E é ignorado na árvore do clã MacPatinhas, assim como tantos outros membros da familia Pato. Patusco é folgado, chato e muito preguiçoso.

#### Patoso
Filho de Tomás Reco e da Vovó Donalda, nasceu em 1875 em Patópolis. Em 1902, saiu da casa de Donalda após conhecer Hortênsia McPato. Anos depois trabalhava como contador para o cunhado Patinhas, se casou com Hortênsia e teve dois filhos, Donald e Dumbela.
- Primeira Aparição: A Saga do Tio Patinhas (1992)

#### Éder Patolfo
Filho de Vovó Donalda e Tomás Reco, casou-se com Patina Dora e teve dois filhos, Peninha e Zeca Pato. 
- Primeira Aparição: O Falcão do Terror (1944)

#### Patrícia Pato
Uma filha da Vovó Donalda que tinha excepcional sorte, mais tarde passada para seu filho com Gustavo Ganso, Gastão. Faleceu junto com seu marido após os dois sofrerem uma indigestão por comerem muito em um piquenique grátis e assim o pequeno Gastão acabou sendo adotado por Matilda Mac Pato, a irmã do Tio Patinhas.
- Primeira Aparição: A Saga do Tio Patinhas (1992)

#### Primo Bicudo
Um vaqueiro sobrinho de Vovó Donalda.
- Primeira Aparição: O Bom Da Sela (1944)

#### Gansólia
Sobrinha de Vovó Donalda e mãe de Gansolino com o Ganso Gabriel.
- Primeira Aparição: Árvore Patológica (1993)

#### Alarcon Mac Patinhas
Segundo a história "Procura-se um pato",Alarcon é um primo do Tio Patinhas que não passou no teste tradicional do clã Mac Patinhas,realizado pelo seu avô, Titus (Antigo nome de Chico Mac Patinhas).Então Alarcon foi expulso para as montanhas onde passou a viver com seu bode Radamés.

## Século XX

### 4ª Geração

#### Pato DonaldeDumbela Pato
Os filhos gêmeos de Patoso e Hortênsia, ambos nasceram em 1920. Donald é uma figura notória por seu pavio curto e azar, tendo se aventurado com Mickey, Pateta e Zé Carioca antes de se mudar para Patópolis, onde geralmente trabalha para o Tio Patinhas para resolver seus problemas financeiros. Já o paradeiro de Dumbela é desconhecido, exceto pelo fato que ela teve três filhos com um pato misterioso, atualmente sendo criados pelo irmão. A exceção foi uma história holandesa de 2014, onde se revela que Dumbela é astronauta e está em missão no espaço. A segunda versão do desenho DuckTales segue essa explicação, embora com Dumbela tentando voltar para a Terra para rever os filhos.
- Primeira aparição de Donald: A Galinha Sábia (1934, curta-metragem)
- Primeira aparição de Dumbela: Os Sobrinhos do Donald (1938, curta-metragem)

#### O pai de Huguinho, Zezinho e Luisinho
A identidade do pai de Huguinho, Zezinho e Luisinho é um mistério. O personagem não aparece em nenhuma história, mas ele apareceu parcialmente na árvore genealógica da Família Pato desenhada por Don Rosa em 1993. Nesta ilustração, Rosa escondeu parcialmente o rosto do personagem com um pássaro. Embora seu primeiro nome também esteja oculto, seu sobrenome é revelado como Pato. Seu rosto foi totalmente mostrado na árvore genealógica não oficial da Família Pato, de Mark Worden, e publicado pela primeira vez em vários fanzines, que o rotulavam como "? Pato" e o mostravam com um corte de cabelo de ponta plana e orelhas de aparência humana.
Na primeira aparição de Huguinho, Zezinho e Luisinho em uma tira de quadrinhos do Pato Donald em 1937, Dumbella escreve a Donald que os meninos colocaram um foguete sob a cadeira do pai como uma brincadeira e que o pai foi mandado para o hospital. Esta foi a razão pela qual os meninos apareceram pela primeira vez na casa de Donald. O pai não foi mencionado novamente desde então. Em "O Pato Mais Rico do Mundo ", quando o Tio Patinhas menciona que os poucos membros da família que ele tinha desapareceram, os meninos respondem: "Nós sabemos como é isso!"

#### Ganso Gastão
O filho de Patrícia Pata com Gustavo Ganso (e posteriormente adotado por Matilda Mac Pato) é um ganso ególatra com uma sorte excepcional que está sempre disputando o amor de Margarida com seu primo Donald.
- Primeira aparição: "A Visita do Primo Gastão" (1948)

#### Gansolino
Um ganso guloso e preguiçoso que mora com a Vovó Donalda, ajudando-a no sítio e fazendo par com ela em suas histórias.
- Primeira aparição: Donald's Cousin Gus (1939, curta animado)

#### PeninhaeZeca Pato
Filhos de Éder Patolfo e Dora Patina.
Peninha  é um pato maluco e empolgado que trabalha com o primo Donald no jornal A Patada, de propriedade do Tio Patinhas.  Já Zeca Pato é um pato lenhador rabugento que reside no Canadá.
- Primeira aparição de Peninha: "Fome Para Fortalecer" (1965)
- Primeira aparição de Zeca: "Troncos E Galhos De Família" (1962)

#### Sônia
Prima excêntrica do Donald, é uma fotógrafa. Seu lugar na árvore genealógica não é certo, mas é muito provável que seja irmã do Peninha e do Zeca, e possivelmente mãe do Biquinho.
- Primeira Aparição "O Amor é Assim" (1973)

### 5ª Geração
Huguinho, Zezinho e Luisinho
Huguinho, Zezinho e Luisinho são garotos trigêmeos filhos de  Dumbela, deixados pela mãe aos cuidados de seu tio Donald, mas Dumbela nunca mais retornou para buscá-los. Desde então Huguinho, Zezinho e Luisinho vivem com Donald e o cachorro Bolívar. Os três são generais-brigadeiros da Tropa A do 22º Batalhão dos Escoteiros-Mirins de Patópolis. Por isso, são extremamente inteligentes e disciplinados como nenhuma outra criança - apesar de muitas vezes causarem bagunças que enlouquecem o tio Donald. Há rumores de que o pai de Huguinho, Zezinho e Luisinho seja um filho entre Patinhas e Dora Cintilante.
- Primeira aparição: Os Sobrinhos do Donald (1938, curta-metragem)

Biquinho
Biquinho é sobrinho do Peninha e é um pouco mais jovem do que Huguinho, Zezinho e Luisinho. De acordo com a história em quadrinhos brasileira "O Nascimento Do Biquinho",  ele é o primeiro sobrinho de Peninha, sendo filho de sua irmã, que vive na periferia de Patópolis. No entanto, os pais oficiais do Peninha, aparentemente, não têm uma filha. Supõe-se que a mãe de Biquinho  poderia ser uma criança de uma união anterior da mãe do Peninha.
Biquinho originalmente possui penas amarelas, uma característica bastante incomum para os Patos da Disney, que foram dadas por seus criadores brasileiros, autorizados pela própria Disney. Ele é uma criança bem agitada, cuja atividade mais comum, é causar problemas para seu tio Peninha. Biquinho fez um enorme sucesso no Brasil durante a década de 1980, quando sua figura carismática foi bastante explorada pelos cartunistas brasileiros, mas ele praticamente desapareceu das histórias em quadrinhos no Brasil na década seguinte. Alguns cartunistas italianos têm utilizado Biquinho em suas histórias de vez em quando, mas ele só aparece com penas brancas nesses quadrinhos europeus.

## Amigos da Família

### Margarida
Namorada de Donald e presidente do Clube Feminino. Tem três sobrinhas: Lalá, Lelé e Lili. Seu amor é disputado por Donald e Gastão, e sempre acaba junto com Donald.

### Lalá, Lelé e Lili
Sobrinhas de Margarida, assim como Huguinho, Zezinho e Luisinho, também se mostram preocupadas com a natureza, sendo estas Bandeirantes. 

### Professor Pardal
Inventor e grande cientista, sempre criando algo novo, tem como seu fiel escudeiro Lampadinha. 

### Professor Ludovico
O outro grande cientista de Patópolis, com mais aparições nas animações (em contraste à primazia de Pardal nos quadrinhos). Nas animações era dito como irmão do pai de Donald, com Walt Disney dizendo que Donald trocara o sobrenome étnico "von Pato" (von Drake no original) por "Pato" como nome artístico, mas isso não se refletiu nos quadrinhos, apesar de uma vez Margarida declarar que Ludovico era "uma espécie de tio" de Donald.